# Tratto (psicologia)
In psicologia, un tratto è un elemento nella struttura di personalità individuale che può essere definito come un modello abituale di comportamento, pensiero ed emozione. I tratti sono caratteristiche della personalità che sono stabili nel tempo, variano da persona a persona, sono relativamente costanti nelle diverse situazioni e influenzano il comportamento. I tratti possono essere identificati utilizzando tecniche speciali (come l'analisi fattoriale).

## Elenco dei tratti della personalità
- Alessitimia
- Ambiversione
- Ambizione (tratto caratteriale)
- Amicalità
- Apertura mentale
- Audacia
- Bisogno di cognizione
- Carattere
- Chiusura mentale
- Coscienziosità
- Disinibizione
- Estroversione
- Grinta
- Impulsività
- Inaffidabilità
- Introversione
- Ipertimia
- Machiavellismo
- Narcisismo
- Negligenza
- Nevroticismo
- Ostilità
- Perfezionismo
- Pietà (teologia)
- Psicoticismo
- Sensibilità di elaborazione sensoriale
- Snobismo
- Stabilità emotiva
- Timidezza
- Virtù
- Vittimismo